# Il piccolo principe
Il piccolo principe (Der kleine Prinz) ist eine Oper in einem Akt von Pierangelo Valtinoni mit einem Libretto von Paolo Madron nach dem 1943 erschienenen Buch Der kleine Prinz von Antoine de Saint-Exupéry. Sie wurde am 15. Oktober 2022 am Teatro alla Scala uraufgeführt. Die Uraufführung der deutschsprachigen Übersetzung fand am 1. Dezember 2024 am Staatstheater Darmstadt statt.

## Handlung
Der Pilot erfährt als Kind, das Erwachsene die Welt anders verstehen als Kinder dies tun, als seine Mutter und sein Vater seine Zeichnung, die einen Schlange mit einem Elefanten im Bauch zeigt, als einen Hut missdeuten. Als Erwachsener macht der Pilot mit seinem Flugzeug eine Notlandung in einer Wüste. Dort begegnet er dem kleinen Prinzen, der von ihm ein Schaf gemalt haben möchte. Der kleine Prinz erzählt dem Piloten von seinem Planeten, auf dem er mit einer Rose lebt, die er sehr liebt. Die Rose macht ihn neugierig auf andere Orte, woraufhin er seinen Planeten verlässt und durch das Universum reist. Der kleine Prinz besucht den Planeten des Königs, der über alles herrschen will, den Planeten der Eitlen, die einsam ist und sich nach Bewunderung sehnt, den Planeten des Geschäftsmanns, der die Sterne zählt, um sie zu besitzen, und den Planeten des Fuchses, der vom kleinen Prinzen gezähmt werden möchte, um sein Freund zu sein. Als letztes erzählt der kleine Prinz dem Piloten wie er auf der Erde der Schlange begegnet. Der kleine Prinz, der nun seit einem Jahr von zu Hause fort ist, bittet die Schlange, ihn zurückzubringen. Das Gift der Schlange bringt den Prinzen zurück nach Hause zu seiner Rose.

## Werkgeschichte
Die Oper Il piccolo principe war als Auftragswerk der Mailänder Scala entstanden und die erste dort in Auftrag gegebene Kinderoper. Auf die Premiere im großen Haus am 15. Oktober 2022 folgten zahlreiche weitere Aufführungen und eine Wiederaufnahme im Jahr 2023 sowie eine weitere Inszenierung in Turin im selben Jahr. Im November 2024 hatte eine erweiterte Fassung mit Ergänzungen von Regisseur Ronny Scholz in deutscher Sprache Premiere am Theater Regensburg, die Mailänder Fassung wurde am 1. Dezember 2024 am Staatstheater Darmstadt zum ersten Mal in deutscher Sprache aufgeführt.

## Besetzung

### Orchester
- Holzbläser: Flöte, Oboe, Klarinette in B, Fagott
- Blechbläser: zwei Hörner, Trompete in C, drei Posaunen, Tuba
- Schlagzeug 1: Röhrenglocken, Windspiel, Kleine Trommel, hängende Klangstäbe, Große Trommel (oder Bass-tom-tom),
- Schlagzeug 2: 3 Pauken
- Harfe
- Streicher: drei erste Violinen, drei zweite Violinen, zwei Bratschen, ein Violoncello, ein Kontrabass

Quelle

### Sänger
| Rolle                                                                                                 | Stimmlage    | Premierenbesetzung, 15. Oktober 2022 Teatro alla Scala Dirigent: Vitali Alekseenok | Originalversion auf Deutsch 1. Dezember 2024 Staatstheater Darmstadt Dirigent: Johannes Zahn |
| --- | ------------ | ---------------------------------------------------------------------------------- | -------------------------------------------------------------------------------------------- |
| Il Piccolo Principe (Der kleine Prinz)                                                                | Sopran       | Mara Gaudenzi                                                                      | Jana Baumeister                                                                              |
| Il Pilota (Der Pilot)                                                                                 | Bass         | Matías Moncada                                                                     | Georg Festl                                                                                  |
| La Volpe (Der Fuchs)                                                                                  | Mezzosopran  | Greta Doveri                                                                       | Katrin Gerstenberger                                                                         |
| Il Serpente (Die Schlange)                                                                            | Bariton      | Sung-Hwan Damien Park                                                              | David Pichlmaier                                                                             |
| Il Re (Der König)                                                                                     | Bariton      | Sung-Hwan Damien Park                                                              | David Pichlmaier                                                                             |
| La Madre (Die Mutter)                                                                                 | Sopran       | Fan Zhou                                                                           | Megan Marie Hart                                                                             |
| La Vanitosa (Die Eitle)                                                                               | Sopran       | Fan Zhou                                                                           | Megan Marie Hart                                                                             |
| La Rosa (Die Rose)                                                                                    | Sopran       | Fan Zhou                                                                           | Megan Marie Hart                                                                             |
| Il Padre (Der Vater)                                                                                  | Tenor        | Andrea Tanzillo                                                                    | Marco Mondragón                                                                              |
| L'Uomo d'affari (Der Geschäftsmann)                                                                   | Tenor        | Andrea Tanzillo                                                                    | Marco Mondragón                                                                              |
| L'Eco (Das Echo)                                                                                      | Kinderstimme | Rebecca Luoni                                                                      | Chorist                                                                                      |
| I Passanti / Lo Stormo di Uccelli / Coro delle Rose (Passanten, Zug der Wandervögel, Der Rosengarten) |              |                                                                                    |                                                                                              |